# Hendrik Jan de Marez Oijens
Hendrik Jan de Marez Oijens ('s-Gravenhage, 13 april 1889 - Huis ter Heide, 24 oktober 1953) was een Nederlands classicus en docent aan onder andere het Barlaeus Gymnasium te Amsterdam.

## Familie
Oijens was een lid van het geslacht Oijens en een zoon van Johannes Christiaan de Marez Oyens (1845-1911), minister van Waterstaat, Handel en Nijverheid en lid van de Eerste Kamer der Staten Generaal, en Maria Sophia Catharina von Weckherlin (1855-1912).
Oijens trouwde drie maal. Zijn eerste echtgenote was sinds 1915 Ida Agatha Breslauer (1898-1951), oudere zus van de Duitse fotografe Marianne Breslauer. In 1926 hertrouwde hij met Tamara Mateo (1904-1981) en zijn derde echtgenote was sinds 1944 Olga Schilt (1923-2014), vertaalster Frans, Duits en Italiaans. Uit het eerste en tweede huwelijk werd elk één kind geboren: Alma (1916-2005) en Willem (1927-2015). Uit het derde huwelijk werden twee zonen geboren, Eric Jan (1945-2018), docent filosofie, en Felix Benjamin (1946), bibliografisch expert bij Christie's en voorzitter van de Breslauer Foundation.

## Loopbaan
In 1913 legde Oijens het kandidaatsexamen in de klassieke talen af. Na zijn doctoraalexamen werd hij in 1926 tijdelijk docent klassieke talen in Den Haag. Enkele maanden later werd hij benoemd tot leraar klassieke talen aan Het Baarnsch Lyceum. In 1940 werd hij leraar aan het Barlaeus Gymnasium. Hij vestigde zich daarop aan de Keizersgracht 630 in Amsterdam.
Oijens was muziekliefhebber en schreef teksten voor de programmaboekjes van het Concertgebouworkest. Dirigent Willem Mengelberg kwam bij hem aan huis en hij kende ook Alma Mahler-Werfel (1879-1964), de weduwe van Gustav Mahler, persoonlijk. Naar haar noemde hij mogelijk zijn oudste dochter Alma, maar die werd door haar familie en vrienden Nina genoemd. 

### Louis Couperus
Oijens werd bekend door zijn hulp die hij als classicus verleend heeft aan de schrijver Louis Couperus (1863-1923). Toen die in 1917 logeerde bij zijn vriend Herman Roelvink rondde hij zijn roman De komedianten af. Volgens Couperus' biograaf Frédéric Bastet werd hij met Latijnse termen en details uit de klassieke oudheid geholpen door Oijens, die zelf opmerkte: "De komedianten? Dat hebben wij sámen geschreven!".